# 은하수비대
은하수비대(영어: The Adventures of the Galaxy Rangers 갤럭시 레인저의 모험[*])는 가일로드 엔터테인먼드가 제작한 TV 애니메이션 시리즈이다. 1986년부터 1989년사이에 신디케이션에서 방영되었다. 이 시리즈는 공상 과학 이야기와 전통적인 서부 테마를 결합한다.
대한민국에서는 1993년 8월에 SBS에서 방영되었다.

## 줄거리
서기 2086년이후 안도르와 키르윈 행성 출신 2명의 외계인이 지구에 도움을 청하며 접선해온다. 도움에 대한 대가로 2명의 외계인은 인류에게 하이퍼 드라이브 장치에 대한 건설 계획을 세운다. 인류 역사에서 중요한 사건 이후, 항성 간 여행이 번성하고 먼 별나라에서 수많은 식민지가 출현한다. 우주에서의 인간 활동 증가와 함께, 범죄도 늘어났고 새 식민지들은 크라운 제국을 포함한 다양한 위협에 대한 방어가 필요하게 된다. "베타"로 알려진 그룹이 이 작업에 대응하기 위해 구성된다.

## 등장인물
- 자카리 폭스(성우 - 박일)
- 샨 구즈맨
- 니코(성우 - 서혜정)
- 왈터 하트포드
- 셰인(성우 - 황윤걸)